# Raina Ivanova
Raina Ivanova (Hamburg, 2004) is een Duits klimaatactiviste.

## Activisme
Ivanova kwam voor het eerst te weten over de opwarming van de Aarde en de gevolgen daarvan toen ze Al Gore's documentaire An Inconvenient Truth zag. Haar eerste ervaring als klimaatactivist was in 2018 tijdens de samenwerking met Fridays For Future in Hamburg voor de organisatie van de schoolstakingen voor het klimaat. Ivanova maakt deel uit van UNICEF's jeugdraad in Duitsland, waarbij ze samen met elf andere jongeren adviseert over campagnes en programma's om kinderrechten te versterken. Ze richtte de Climate Club op in haar school en samen met 16 andere leerlingen werkte ze aan het klimaatvriendelijker maken van de school en het vergroten van het bewustzijn over klimaatverandering.
Tijdens de 2019 UN Climate Action Summit, op 23 september 2019 diende Ivanova samen met vijftien andere jongeren, waaronder Greta Thunberg, een klacht in bij het Comité voor de Rechten van het Kind van de Verenigde Naties en beschuldigde Argentinië, Brazilië, Duitsland, Frankrijk en Turkije het Verdrag inzake de rechten van het kind te schenden door de klimaatcrisis niet adequaat aan te pakken.